# بری-بگی
بری-بگی (به فرانسوی: Beurey-Bauguay) یک کمون در فرانسه با جمعیت ۱۳۶ نفر است که در Canton of Pouilly-en-Auxois واقع شده‌است.